# 旋律唱片公司
旋律（羅馬化：Melodiya），又译作梅洛蒂亚，是前苏联的国有唱片公司，成立于1964年。

## 历史

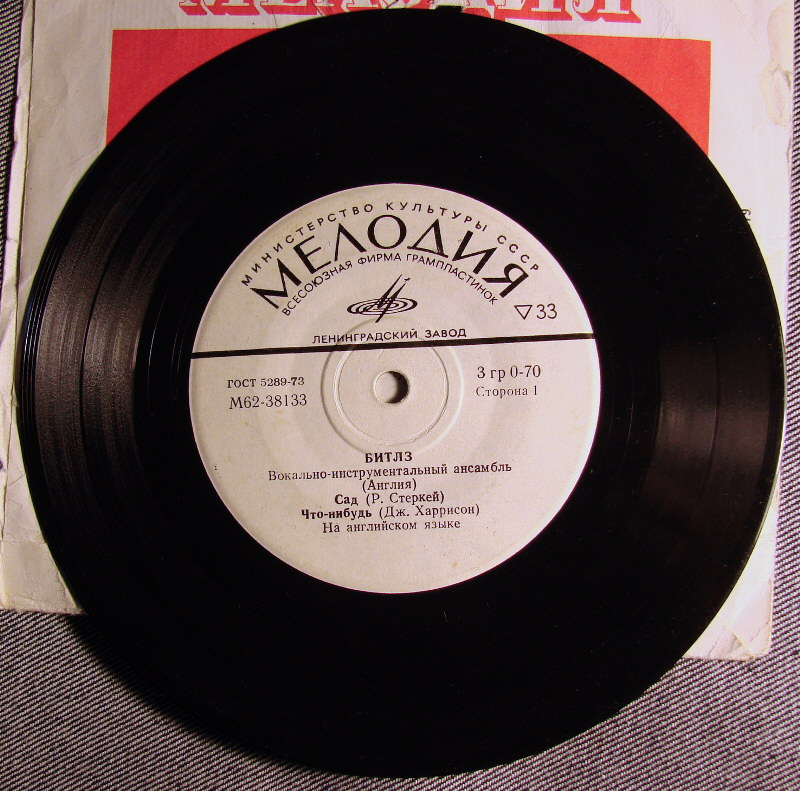
旋律唱片公司出品的披头士乐队黑胶唱片，包括《艾比路》专辑收录的两首单曲Octopus's Garden和Something。B面仅有一首歌曲Come Together

1964年4月23日，苏联部长会议通过法令，录音和唱片公司隶属于文化部管理。1964年5月11日，文化部成立全联盟“旋律”唱片公司。
公司在成立后陆续在苏联各地开设工作室，用于录制唱片。包括莫斯科州的阿普雷列夫卡、列宁格勒、里加、第比利斯、塔什干、巴库和塔林等地。
1994年，旋律唱片公司与索尼BMG唱片公司签约，由BMG代理出版其唱片，但仍使用旋律商标。2003年，该合约到期。
2011年，旋律唱片公司向俄罗斯联邦财政部及文化部申请1亿卢布的资金（约合两千万人民币）用以数字化其档案库。

## 交流活动
1989年6月30日至7月10日，苏联列宁格勒举办了《中国唱片展览会》，旋律唱片公司负责接待并安排展览。1990年11月26日至12月3日，旋律唱片公司副总经理奥尔洛夫率团一行4人访华，在广州举办苏联唱片展销会。